# Théo Faure
Théo Faure (Pessac, 12 ottobre 1999) è un pallavolista francese, opposto della Trentino.

## Carriera

### Club
La carriera di Théo Faure inizia nella stagione 2017-18 nello Spacer's Toulouse, in Ligue A, dove resta per quattro annate; nella stagione 2021-22 passa al Montpellier, sempre nella massima divisione, conquistando lo scudetto 2021-22 e la Supercoppa francese 2022, dove è premiato anche come MVP.
Per il campionato 2023-24 si trasferisce in Italia, ingaggiato dal Cisterna, in Superlega, categoria dove gioca anche nell'annata 2025-26 difendendo i colori della Trentino.

### Nazionale
Nel 2017 viene convocato nella nazionale francese under 19, mentre nel 2018 è in quella nazionale francese under 20.
Nel 2021 ottiene le prime convocazioni nella nazionale maggiore, con cui si aggiudica lo stesso anno la medaglia di bronzo alla Volleyball Nations League: nell'edizione 2024 invece mette al collo la medaglia d'oro, stesso metallo che conquista durante i Giochi della XXXIII Olimpiade.

## Palmarès

### Club
- Campionato francese: 1

2021-22
- Supercoppa francese: 1

2022

### Premi individuali
- 2022 - Supercoppa francese: MVP